# ناحیه هوارد، میشیگان
ناحیه هوارد (به انگلیسی: Howard Township) یک منطقهٔ مسکونی در ایالات متحده آمریکا است که در شهرستان کاس، میشیگان واقع شده‌است.
 ناحیه هوارد ۹۱٫۴ کیلومتر مربع مساحت و ۶٬۲۰۷ نفر جمعیت دارد و ۲۳۱ متر بالاتر از سطح دریا واقع شده‌است.